# 五星啤酒
北京五星青岛啤酒有限公司是一家位于中国北京市海淀区的啤酒制造商，现为青岛啤酒股份有限公司子公司，年生产能力20万吨。五星啤酒始于1915年自海参崴归国经商的山东商人张廷阁和郝升堂等创办的北京双合盛啤酒汽水厂。国共内战中，双合盛啤酒厂受到破坏，1949年时已无法自行恢复生产，当年4月实行公私合营。1965年北京双合盛五星啤酒厂改名首都啤酒厂，1980年改名北京五星啤酒厂。很长时间内，五星啤酒是北京重要的啤酒品牌，几乎占有北京啤酒市场份额的一半，有“啤酒易得，五星难求”的说法。1984年起，五星啤酒采取联营策略向全国扩张。后来联营厂出现质量失控问题影响了品牌声誉，五星啤酒厂兼并华都啤酒厂带来巨额债务，五星啤酒市场份额下滑，企业经营困难。1995年，美国亚洲战略投资公司收购五星啤酒股权，成立北京亚洲双合盛五星啤酒有限公司。然而美资收购后五年内公司仍然严重亏损。2000年8月，青岛啤酒及子公司收购了美资持股，控股五星啤酒，将厂名改为北京五星青岛啤酒有限公司。被收购之后，五星啤酒厂以生产青岛啤酒为主，五星啤酒成为青岛啤酒的子品牌。

## 历史

### 创办至1949年
双合盛本是1889年山东商人郝升堂与方来云在海参崴西下洼子开办的杂货店的字号。双合盛的意思是“双人合资，财源茂盛”。郝、方二人经营的杂货铺生意一般，二人时常意见不合，最终方来云撤资离开。郝升堂另找两人合资，股东增至三人。后来，郝升堂结识了张廷阁，邀请他加入双合盛。张廷阁同三位店伙入股，双合盛股东增加至七人，之后未再增加。张廷阁经营能力出色，很受郝升堂信任，不久被郝升堂委任为副总经理，全盘负责双合盛的经营。利用日俄战争和之后沙皇俄国两次物价飞涨，双合盛获得了大把利润，规模得以扩张，成为海参崴商界的大户。
第一次世界大战前夕，俄国政局不稳。在中国，清帝退位，中华民国成立。张廷阁决定弃商业办实业。1912年起，他逐步将双合盛的资本由俄国撤回中国，至1919年完全撤出了海参崴。1914年，张廷阁听说北洋政府打算在北京开办公用电车，就与几位海参崴华侨商人集资，准备参与北京公用电车建设。然而，北洋政府刁难、排挤张廷阁一行，投资电车一事告吹。一同来京的商人纷纷返回，张廷阁则在北京打听、联系，最终花费5.7万银元买下了瑞士人开办的一家工厂。这家啤酒汽水厂位于广安门外观音寺十一号，占地面积超过1.4万平方米，有生产用房612间。除总厂外，还有西厂、南厂两个分厂，总厂和两个分厂都通有铁路。1915年，北京双合盛啤酒汽水厂挂牌成立，成为双合盛转型实业的第一家工厂。
筹办啤酒厂时，张廷阁从哈尔滨的一家俄国啤酒厂挖来了酿酒师捷克人尧西夫·格拉。格拉一直任职到1947年，离开时推荐俄国酿酒师雷文森接任。酿造用水使用玉泉山水系的井水，大麦来自浙江和河北等地，酒花自捷克进口，酵母则来自丹麦。酒厂沿用原来的五星牌商标，生产12度浓口味的啤酒。起初，工厂有工人四十余名，仅有一座小型糖化室、三处酒窖、一套烤原料设备。当时中国人很少喝啤酒，北京的啤酒消费者主要是外国官员和侨民。五星啤酒年产仅几百吨，却仍然会出现滞销的现象。为解决销路问题，张廷阁在天津设立了办事处，委托天津、上海等22个城市的26家商号销售五星啤酒，还委托新加坡的侨兴国货公司、泰国陈华山商号销售。他还组织车夫把五星啤酒运到北京的繁华地段，免费让行人品尝。几年后，五星啤酒在中国多个城市打开了市场，还销往港澳和东南亚。张廷阁出任双合盛总经理之后，郝升堂移居北京，负责五星啤酒的工作。工厂在1921年和1930年两度扩建，新建一套自动烤原料设备、一处大型糖化室，更换两部大型装酒机，扩建八处酒窖。双合盛还曾建设玻璃厂自造酒瓶，1928年因倾销压力关闭。1929年至1932年期间，双合盛五星啤酒厂有工人约四百人，年产啤酒最高达到十万大箱，约合三千多吨。工厂的利润也大幅增长，1928年盈利超过7万元，1930年盈利12万元，1931年盈利接近20万元。
抗日战争爆发后，日本人限制五星啤酒的销量。酿酒原材料也面临供应困难。五星啤酒几乎停产。抗日战争结束后，五星啤酒恢复生产，略有发展。国共内战中，北平被围，五星啤酒厂内设置了国民党军的指挥部，工厂变成了兵营，仓库被烧，设备丢失。北平易主之后，双合盛五星啤酒厂已经无力自行恢复生产。

### 恢复与发展
中国人民解放军进入北平之后，双合盛啤酒厂已经无力自行恢复生产。股东王禹川等人联系华北税务总局，希望把双合盛啤酒厂卖给国家。不过，公方决定出资300万斤小米折合27亿元人民币入股，并派出公方代表，实行公私合营，公方拥有90%的股份，私人拥有10%。1949年4月，双合盛啤酒厂成为北平最早公私合营的企业之一。公私合营后，北平双合盛五星啤酒汽水厂是北平市人民政府税务局的三个直属单位之一。公司后来改名北京双合盛五星啤酒汽水厂。1951年8月，公司被划归北京市专卖事业公司（属北京市税务局，原名华北酒业专卖公司北京分公司）。1953年1月，北京市专卖事业公司将所辖酒厂全部上交轻工业部烟酒工业管理局。1957年，北京各酒厂被下放给区政府管理，1961年各酒厂又被统一收归北京市一轻局。1965年，公司参与组建北京酿酒总厂。同年，公司更名为首都啤酒厂。1980年，首都啤酒厂改名北京五星啤酒厂。1987年，北京酿酒总厂将五星啤酒厂等五家直属企业上交北京市一轻局工业总公司。
公私合营之后，双合盛五星啤酒的产量依然不高，1950年全年产量仅有122吨。1951年五星啤酒产量增长到1,677吨。当时五星啤酒仍采用传统的生产工艺，原料搬运、储存冰块、发酵、冷却、灌装等流程全部由人力完成。1958年，工厂建设了冷冻车间，不再用天然冰块冷却。1959年中华人民共和国国庆前夕，五星啤酒被指定为国宴用酒。20世纪60年代初，五星啤酒逐渐用机械化生产替代人工，生产效率得以提高。从建厂到50年代末，五星啤酒厂只生产一种12度特制五星啤酒。1961年，五星啤酒厂开发出了新产品玉泉山啤酒和甜啤酒。通过改造、挖潜，1974年首都啤酒厂的产量突破一万吨。1978年至1983年，五年间国家投资920.5万元人民币，分两个阶段进行改造，新建两个现代化车间，改扩建储酒室，引进两条罗马尼亚灌装生产线，将产量由1.5万吨提升到3.5万吨。1984年轻工业部酒类质量大赛上，特制五星啤酒获金杯奖，淡爽五星啤酒获银杯奖。1986年至1990年，工厂投资1.2亿元扩建、升级设备，产能提高到8万吨，厂区面积增加至3.6万平方米以上，产品增加到9种。
计划经济时代，五星啤酒大多通过北京市糖业烟酒公司进行销售，只有少部分可以由工厂自销。虽然五星啤酒产量连年增长，但仍然无法满足市场需求，当时北京流传着“啤酒易得，五星难求”的说法。当时北京啤酒厂位于城东，而五星啤酒厂位于北京城西，两厂分别占有北京城东西两部分的啤酒市场，两家几乎瓜分了北京的市场份额。

### 联营扩张与衰落
1984年6月28日，大庆市肇州啤酒厂与北京五星啤酒厂成立联营公司，这是五星啤酒的第一家联营企业。五星啤酒从此开始了联营扩展。与五家啤酒厂联营之后，五星啤酒在1986年8月20日设立北京双合盛五星啤酒联营公司。1992年，五星啤酒已在中国21个省市拥有38家联营厂。当时，五星啤酒提出目标，要打造年产量100万吨的跨地区啤酒集团。五星啤酒的联营模式原本是由五星啤酒为联营厂提供五星商标和技术指导，然而后来联营厂产品质量失去控制，市场上出现了各种贴有五星商标的劣质啤酒，损害了五星啤酒的声誉。那时，仅在北京就有四家企业生产五星啤酒，口味各不相同。1994年底，联营厂三环啤酒厂倾销该厂生产的五星啤酒，导致五星啤酒厂生产的五星啤酒大量积压。
1992年，五星啤酒厂兼并同属北京一轻系统的华都啤酒厂。华都啤酒厂位于海淀区西三旗，设计产能10万吨，比五星啤酒厂多2万吨。1992年11月30日，北京双合盛五星啤酒集团公司成立，产能为18万吨。由于经营不善，华都啤酒厂之前已经多年亏损，资不抵债，濒临破产。这次合并为五星啤酒厂带来了5.4亿人民币的巨额债务。1993年，五星啤酒出现全面亏损。1994年，五星啤酒厂的资产负债率已经达到100%。

### 美资收购
1995年，美国亚洲战略投资公司出资收购了五星啤酒厂的部分资产，合资成立北京亚洲双合盛五星啤酒有限公司。作为控股股东，亚投持有北京亚洲双合盛五星啤酒有限公司61.4%的股权。余下的股权归属中方股东北京一轻集团总公司。收购时，五星啤酒厂因多年经营不力负债5.4亿元人民币。亚洲战略投资公司为公司投资五至六亿人民币。然而，亚洲战略投资公司并不善于经营啤酒产业，五星啤酒虽然产量提升至20万吨，但是在北京市场的占有率由50%下跌至1999年的1.5%，公司亏损严重。五年间，五星啤酒更换了三任总经理。期间，五星啤酒主要在河北和东北销售。1999年，公司为了发展京士顿、美乐等新品牌，在河北抛售五星啤酒，引起市场混乱，当年4月后在河北的销量几乎降为零。1999年底，为了完成东北市场的销量，公司在不收款的情况下向经销商发货，致使批发商大量啤酒积压。时任副总经理郭孝军将亚投经营五星啤酒的情形概括为“钱花光了、酒罐空了、市场丢了，五星处于危机之中”。
2000年8月18日，亚洲战略投资公司与青岛啤酒公司签订协议，亚投将其持有的北京亚洲双合盛五星啤酒62.64%的股份、北京三环亚太啤酒厂54%的股份以2250万美元的价格转让给青岛啤酒及其子公司。亚投当时在中国拥有20家子公司，除去五星、三环两家余下18家均为汽车零部件企业。出售两家啤酒厂后，亚投聚焦汽车零部件主业。

### 青岛啤酒收购
此前，青岛啤酒已在三年内收购了中国国内30家啤酒厂。2000年，青岛啤酒定下两大目标，其一是向北京、上海、广州等大城市扩张，其二是向水源良好的湖南扩张。收购五星啤酒之前，青岛啤酒已经收购了几家外资啤酒企业，在1999年9月收购了香港背景的上海啤酒，在2000年8月上旬控股上海嘉士伯。在华北，青岛啤酒于2000年7月收购了廊坊啤酒厂。
被青岛啤酒收购之后，五星与三环成为了青岛啤酒在北京的两个分厂。五星啤酒成为了青岛啤酒的子品牌。青岛啤酒公司虽然保留了五星啤酒的品牌，但是分厂的产品以青岛啤酒为主。五星啤酒广安门旧厂址邻近二环，由于环保要求，无法继续生产。五星啤酒被收购之后，厂址迁往海淀区西三旗。2005年，北京五星青岛啤酒公司啤酒产能已提升至20万吨。
2007年初位于手帕口南街的旧厂址被卖给了开发商，随即开始拆迁，仅剩一座糖化楼。这座糖化楼在2007年12月19日被北京市规划委员会、北京市文物局列入《北京优秀近现代建筑保护名录（第一批）》，登录名为双合盛五星啤酒联合公司设备塔。然而，糖化楼在名单公布前的五一期间就被开发商拆除。